# Magnús Eiríksson
Magnús Eiríksson (* 22. Juni 1806 in Skinnalón, Norður-Þingeyjarsýsla, Island; † 3. Juli 1881 in Kopenhagen) war ein isländischer Theologe, religiöser Schriftsteller und Zeitgenosse Søren Kierkegaards (1813–1855) und Hans Lassen Martensens (1808–1884) in Kopenhagen.
Magnús Eiríkssons Werk lässt sich in zwei Hauptphasen einteilen: die Zeit seiner Auseinandersetzung mit der spekulativen Theologie Hans Lassen Martensens (1844–1851) und die Zeit seiner immer schärfer werdenden Kritik an der Bibel und den kirchlichen Dogmen (1863–1877), vor allem am Dogma der Trinität Gottes und der Göttlichkeit Jesu Christi. Die 12 dazwischenliegenden Jahre, in denen Magnús Eiríksson nur ganz vereinzelt Artikel in Zeitungen und Zeitschriften sowie zwei kleine pseudonyme Schriften veröffentlichte, können dagegen als Zeit des „literarischen Schweigens“ charakterisiert werden.

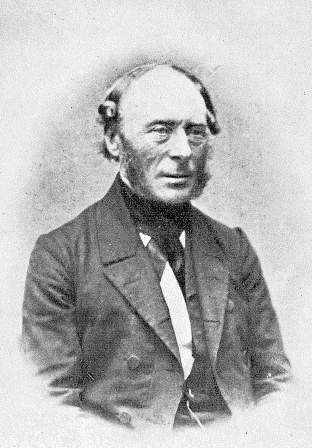
Magnús Eiríksson (1876)

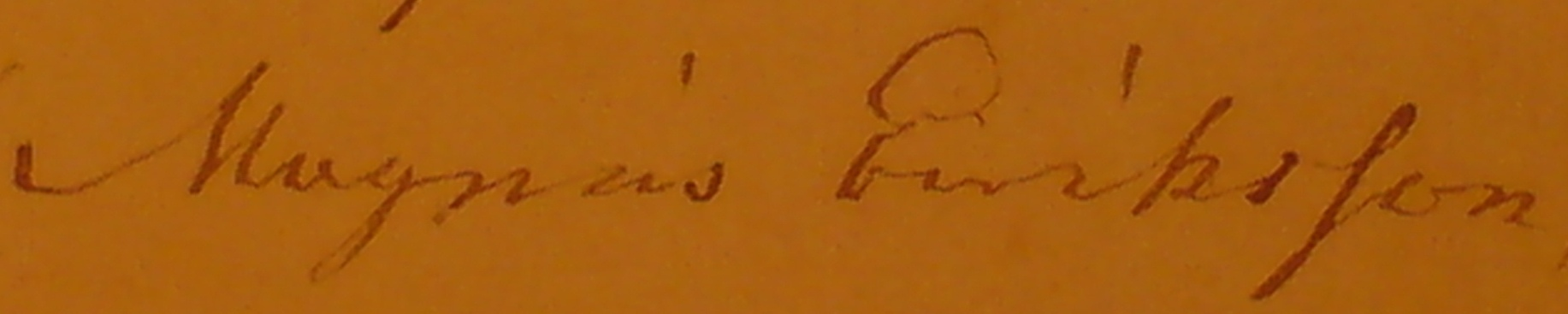
Unterschrift von Magnús Eiríksson

## Leben

### Kindheit und Ausbildung

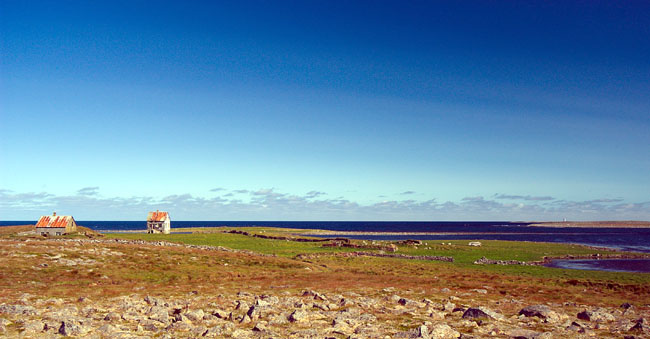
Skinnalón, Gemeinde Ásmundarstaðir, Norður-Þingeyjarsýsla (D. Dankel)

Magnús Eiríksson wurde als erstes von fünf Kindern des Bauern Eiríkur Grímsson († 1813) und der Pastorentochter Þorbjörg Stephánsdóttir († 1841) in Skinnalón im äußersten Nordosten Islands geboren. Aus der Lateinschule in Bessastaðir als Jahrgangsbester 1829 verabschiedet, begann Magnús 1831 ein Studium der Theologie an der Universität Kopenhagen. Seine Aufmerksamkeit galt dabei in erster Linie der Bibel und ihrer Auslegung, was ihm schon bald den Ruf als tüchtiger Exeget einbrachte. In den ersten Jahren nach seinem, wiederum mit Bestnoten bestandenen, theologischen Amtsexamen im April 1837 war Magnús Eiríksson ein gefragter Manudukteur unter den Studierenden, vorrangig für alt- und neutestamentliche Exegese.

### Die Auseinandersetzung mit Martensen (1844–1851)
Während Magnús sich schon zur Zeit seines Studiums von der rationalistischen Theologie und Bibelexegese Henrik Nicolai Clausens (1793–1877) überaus angesprochen fühlte, verspürte er von Anfang an eine tiefe Abneigung gegenüber Nikolai Frederik Severin Grundtvig (1783–1872) und dessen Anhängerschaft, die er abfällig als „die katholisierenden Theologen“ bezeichnete. In noch höherem Maße galt seine Antipathie jedoch der spekulativen Theologie Hans Lassen Martensens (1808–1884), dessen universitärer Aufstieg zum Star der Kopenhagener Theologischen Fakultät in etwa zeitgleich mit dem Beginn von Magnús Eiríkssons Wirken als Manudukteur zusammenfiel.
Bereits Martensens gegen Ende der 1830er-Jahre Aufsehen erregende Dogmatikvorlesungen boten Magnús Anlass zu deutlicher Kritik, da ihm hier nicht nur die biblische Fundierung von Martensens Aussagen fehlte, sondern auch die dabei von Martensen an den Tag gelegte Bibelauslegung als völlig willkürlich erschien. Hinzu kam Magnús Eiríkssons merkliches Unbehagen gegenüber der Begeisterung, die Martensens „Modetheologie“ unter den Studierenden zu dieser Zeit auslöste. Da diese sich nun vorrangig mit spekulativer Dogmatik zu beschäftigen schienen, auf Kosten der Exegese, befanden sie sich für Magnús auf dem besten Wege dahin, „Freidenker zu werden, bewusste oder unbewusste Pantheisten und Selbstvergötterer“. Als unmittelbarer Anlass für eine schriftliche Entgegnung auf Martensens theologische Anschauung in aller Öffentlichkeit erwies sich jedoch die Verfolgung der Baptisten.

#### Die Verfolgung der Baptisten als Anlass für Magnús Eiríkssons ErstlingswerkOm Baptister og Barnedaab(1844)
Unmittelbarer Anlass für Magnús Eiríkssons Erstlingswerk Om Baptister og Barnedaab (1844) (Über Baptisten und Kindertaufe) waren die zunehmenden Repressalien gegenüber der freikirchlichen Bewegung der Baptisten Anfang der 1840er-Jahre in Dänemark. Entgegen ihrer eigenen Praxis der Taufe Erwachsener wurden die baptistischen Eltern in einer auf einem Kanzleiplakat (Kancelliplakat) vom 27. Dezember 1842 veröffentlichten königlichen Resolution zur Taufe ihrer Kinder aufgefordert. Als dies jedoch nicht den gewünschten Erfolg brachte, sprach sich der Bischof von Seeland, Jacob Peter Mynster, für eine Zwangstaufe der Baptistenkinder aus, die schon bald danach von einigen Pfarrern durchführt wurde. Als nach Bischof Nicolai Faber (1789–1848) aus Odense schließlich auch Martensen zur Frage der Taufe der Baptisten schriftlich Stellung nahm, seine Position bezüglich einer Zwangstaufe der Baptistenkinder dabei aber unklar blieb, bot sich Magnús die Möglichkeit, sich nicht nur der Angelegenheit der (nach ihm zu Unrecht) verfolgten Baptisten schriftstellerisch anzunehmen, sondern zugleich damit gegen Martensen selbst und dessen spekulative Theologie überhaupt aufzutreten.
Von der Bibel als Grundlage seiner Argumentation ausgehend und ohne selbst ein Anhänger der baptistischen Bewegung zu sein, wollte Magnús Eiríksson dabei das Recht der Baptisteneltern auf einen Aufschub der Taufe ihrer Kinder verteidigen und die Unchristlichkeit ihrer Verfolgung durch Staat und Kirche aufzeigen:

„thi at bruge imod Nogen andre Vaaben end de aandelige, paa det aandelige, navnlig det christelige, Gebet, viser: at det christelig-aandelige Liv er mere eller mindre forfalsket og uægte hos dem, der gjøre eller raade til at gjøre det; thi vel kan en heftig aandelig Kamp bestaae med Kjærlighedens Grundlov, men en udvortes Tvang, Undertrykkelse, Berøvelse af Gods, Frihed eller Liv, kan paa ingen Maade bestaae dermed … Naar altsaa Kirken, for at blive christelig, saameget det staaer til den, overtræder og tilintetgjør Kjærlighedens Lov, som er Christendommens Væsen og Grundkraft, saa arbeider den derved aabenbart paa: at tilintetgjøre sig selv som christeligt Samfund, og jo meer den har formaaet at etablere Intolerancens og Ukjærlighedens Princip, desto mere har den allerede beviist, at den ikke mere er et christeligt Samfund uden af Navnet.“

„Denn jemandem gegenüber andere Waffen als die geistigen zu gebrauchen, auf dem geistigen, vor allem dem christlichen Gebiet, zeigt: dass das christlich-geistige Leben mehr oder weniger verfälscht und unecht bei denjenigen ist, die solches [sc. die Verfolgung] tun oder dazu raten, es zu tun; denn wohl kann ein heftiger geistiger Kampf zusammen mit dem Grundgesetz der Liebe bestehen, aber ein äußerer Zwang, Unterdrückung, Beraubung von Gut, Freiheit oder Leben, kann keinesfalls damit bestehen … Wenn also die Kirche, um christlich zu werden, soweit es nach ihr geht, das Gesetz der Liebe übertritt und zunichte macht, was Wesen und Grundkraft des Christentums ist, dann arbeitet sie dadurch offenbar darauf hin, sich selbst als christliche Gemeinschaft zunichte zu machen; und je mehr sie das Prinzip der Intoleranz und Unliebe aufgerichtet hat, desto mehr hat sie bereits bewiesen, dass sie nicht länger eine christliche Gemeinschaft ist, abgesehen vom Namen.“

#### Die Anklage Martensens
Die von Anfang an scharfe, im Laufe der Jahre sich immer mehr bis ins Unerbittliche steigernde Opposition gegen Martensens Theologie war Anlass fast sämtlicher Veröffentlichungen Magnús Eiríkssons in den Jahren 1844 bis 1851. Dass mit der Intensität dieser Auseinandersetzung zugleich auch deren Polemik immer mehr zunahm, ist in erster Linie auf das von Martensen seinerseits an den Tag gelegte Verhalten zurückzuführen, anstelle einer inhaltlichen Auseinandersetzung mit Magnús Eiríkssons Vorwürfen lediglich mit „vornehmem Schweigen“ darauf zu reagieren. Ihren Höhepunkt fand Magnús' Polemik schließlich am Ende seiner Schrift Dr. Martensens trykte moralske Paragrapher (1846) (Dr. Martensens gedruckte moralische Paragraphen) in der unverhohlenen Drohung einer öffentlichen Anklage Martensens, die Magnús im Jahr darauf auch in die Tat umsetzte. Als er sich hierzu im Juni 1847 auch mit einem Brief an König Christian VIII. persönlich wandte, worin er sich auch „über die Prinzipien und das Verhalten der Regierung in vielen anderen Angelegenheiten beschwerte, die am ehesten oder alleine zum Politischen gehören“, führte dies zur Anklage Magnús Eiríkssons wegen Majestätsbeleidigung durch den obersten Ankläger der Staatsmacht (Generalfiskalsag). Aufgrund des unmittelbar nach der Thronbesteigung König Frederiks VII. erlassenen Amnestiedekrets vom 20. Januar 1848 wurde die Anklage gegen Magnús jedoch schon bald danach wieder fallen gelassen.

#### Finanzielle Probleme
Seine unerbittliche Opposition gegen Martensen ließ Magnús Eiríkssons vormaliges Ansehen und damit auch die Nachfrage nach Manuduktion bei ihm nach und nach sinken, was zunehmend finanzielle Probleme mit sich brachte, zumal Magnús auch die meisten seiner Schriften auf eigene Kosten veröffentlichen musste. Die bisweilen prekäre finanzielle Lage sowie die damit einhergehenden Entbehrungen und Nöte sollten von Mitte der 1840er-Jahre an ständiger Begleiter von Magnús Eiríkssons Leben sein. In seiner Not bat Magnús Eiríksson mehrmals auch Søren Kierkegaard um finanzielle Unterstützung, was dieser ihm jedoch abschlug.
Im Jahr 1856 schien sich Magnús Eiríkssons angespannte finanzielle Situation kurze Zeit zum Besseren zu wenden, als ihm – allen seinen Differenzen mit der Lehre der Kirche zum Trotz – auf Bestreben des isländischen Bischofs Helgi Guðmundsen Thordersen (1794–1867) eine Stellung als Pfarrer auf Island angeboten wurde. Dass Magnús jedoch schon kurze Zeit später auf einen Antritt dieses Amtes verzichtete, ist in erster Linie auf die einschneidenden Veränderungen zurückzuführen, die sein theologisches Denken in der Zeit seines „literarischen Schweigens“ (1851–1863) erfahren hatte.

### Die Radikalisierung von Magnús Eiríkssons Anschauung (1863–1877)
Alle Schriften, die Magnús Eiríksson nach 1863 veröffentlichte, zeugen von einer zunehmend radikaler werdenden Kritik an der Bibel selbst und vor allem am Dogma von Jesu Gottessohnschaft. Magnús Eiríkssons Selbstverständnis, wie es in seinen späteren Schriften immer mehr zu Tage trat, war dabei das eines „Reformators“: „es soll eine kirchliche Reformation beginnen“, die eine neue „vernünftige Religion“ zum Ziel hat, welche durch und durch von – positiv verstandener – „Einfältigkeit“ und „Nächstenliebe“ geprägt ist.

#### Der Auftritt auf dem 4. Nordischen Kirchentreffen (1871)
Bezeichnend für Magnús Eiríkssons kritische Haltung gegenüber Theologie und Kirche und für seine unerschütterliche Überzeugung, im Dienst der „Wahrheitsliebe“ zu handeln, war schließlich sein Auftritt als Redner auf dem 4. Nordischen Kirchentreffen in Kopenhagen (September 1871), das sich in seinem ersten Verhandlungspunkt mit dem Thema „Das Verhältnis des Neurationalismus zum christlichen Glauben“ befasste. Anstatt wie seine Vorredner dasjenige bestimmen zu wollen, was unter „Neurationalismus“ zu verstehen sei, hielt es Magnús für dringender und gebotener, danach zu fragen, was unter „christlichem Glauben“ zu verstehen sei und ob der von der Kirche bekannte Glaube mit Jesu Christi eigener Lehre und Glauben übereinstimme. Nachdem seine Rede mehrmals von Verhandlungsleitung und Publikum unterbrochen wurde, wandte sich Magnús vor allen Anwesenden an „den Herrn des Himmels und der Erde“ und schloss sein Gebet mit den Worten:

„Hilf mir und jedem, der Deine Wahrheit sucht, sie zu finden und unter den Menschen zu verbreiten, um sie zu Dir zu führen, Du, ewige Quelle des Lichts und des Lebens, der Wahrheit und der Seligkeit; die Menschen sind so weit entfernt von Dir. Vater, vergib mir meine Sünden, sei mir gnädig und erhöre mein Gebet!“

#### Das Schweigen der Theologen zu einer Auseinandersetzung mit Magnús Eiríksson
Da die maßgeblichen Repräsentanten von Theologie und Kirche in Magnús Eiríkssons Kopenhagener Umfeld einer inhaltlichen Auseinandersetzung mit Eiríkssons immer radikaler werdenden Anschauungen konsequent aus dem Wege gingen, gingen die Stellungnahmen zu Magnús' Schriften oft auch auf religiös interessierte Laien zurück, wie zum Beispiel den religiösen Schriftsteller Andreas Daniel Pedrin (1823–1891) oder den Postkontrolleur und Schriftsteller Jørgen Christian Theodor Faber (1824–1886). Nicht zuletzt das entschlossene und unbeugsame Auftreten Magnús Eiríkssons gegenüber den in der Kirche Verantwortlichen auf dem Kirchentreffen 1871 brachte ihm jedoch auch zahlreiche Respekt- und Sympathiebekundungen ein und war schließlich mit Anlass dafür, dass sich ein Unterstützerkreis bildete, der – ohne Magnús Eiríkssons „religiöse Anschauungen“ deshalb zu teilen – seiner schwierigen finanziellen Situation Abhilfe schaffen wollte.

### Kontroverse in Island, Erfolge in Schweden
Anlass zu einer erbitterten Kontroverse mit zahlreichen Schriften, Gegenschriften und Zeitungsartikeln gab dabei die harsche Kritik, die Magnús Eiríkssons Schriften aus Island ereilte: einerseits von den beiden französischen Missionspriestern, Jean-Baptiste Baudoin (1831–1875) und Bernard Bernard (1821–1895), die sich im Rahmen der katholischen Nordpolmission (1855–1869) in den Jahren 1857/58 zur Errichtung der ersten katholischen Kirche auf Island seit der Reformation ansiedelten; andererseits von dem Theologen Sigurður Melsteð (1819–1896), der von 1866 bis 1885 als Dozent an der Prestaskólann (Pastorenschule) in Reykjavík wirkte. Auf überwiegend fruchtbaren Boden stießen Magnús Eiríkssons Ausführungen hingegen in Schweden, allen voran beim „freisinnigen Pastor“ Nils Johan Ekdahl (1799–1870), der zwei von Magnús’ Schriften ins Schwedische übersetzte. Nicht zufällig erschienen die letzten Artikel, die Magnús Eiríksson im Jahr 1877 veröffentlichte, in der schwedischen Zeitschrift Sanningssökaren (Der Wahrheitssucher).

### Die letzten Lebensjahre
Magnús Eiríksson wäre sicherlich auch an seinem Lebensabend großer finanzieller Not ausgesetzt gewesen, hätten ihm seine Freunde nicht eine bescheidene Lebensrente ermöglicht. Mitte 1878 wurde ihm sogar das Geld für eine Hin- und Rückreise nach Island zur Verfügung gestellt, seinem Heimatland, das er seit 1837 nicht mehr gesehen hatte und dessen Besuch er immer wieder aufschieben musste, bis ihm dies schließlich aus Gesundheitsgründen nicht mehr möglich war. Nach seinem Tod am 3. Juli 1881 im Frederiks Hospital in Kopenhagen errichteten Magnús Eiríkssons Freunde eine Büste auf seinem Grab auf dem Garnisons Kirkegård. Magnús starb unverheiratet.
Im Gegensatz zu den herausragenden Persönlichkeiten von Theologie und Kirche in der Zeit des sogenannten Goldenen Zeitalters Dänemarks (1800–1870), allen voran Kierkegaard und Grundtvig, gerieten der isländische Theologe und religiöse Schriftsteller Magnús Eiríksson und sein über 4200 Seiten umfassendes Werk schon bald nach seinem Tod immer mehr in Vergessenheit.

## Magnús Eiríkssons theologische Position

### Magnús Eiríksson als Rationalist?
Magnús Eiríkssons theologische Position wird innerhalb der spärlich vorhandenen Sekundärliteratur über ihn meist pauschal als (Neu-)Rationalismus charakterisiert, was nicht zuletzt auf seine lebenslange persönliche Verbundenheit mit seinem theologischen Lehrer Henrik Nicolai Clausen (1793–1877) zurückzuführen ist, der eine Mittelposition zwischen Theologischem Rationalismus und Schleiermachers Vermittlungstheologie vertrat. Hiergegen kann jedoch eingewendet werden, (a) dass Magnús Eiríksson sich selbst lediglich als „Schrifttheologe“ betrachtete, (b) dass sein Verständnis von Vernunft grundlegend von demjenigen Clausens verschieden ist und (c) dass Magnús Eiríksson bei seinen Ausführungen die Existenz auch übernatürlicher Offenbarungen und „Winke“ Gottes unbestreitbar voraussetzte.
Im späten Aufsatz Min Forfattervirksomhed (1875) kann Magnús Eiríksson (d) zudem davon sprechen, dass der wahre Glaube seinerseits der Vernunft „zur Hilfe kommt“, wodurch die Annahme der durch den Vernunftsinn empfangenen höheren geistigen Dinge erst „vervollständigt“ (vgl. Perfektibilität) werde:

„thi de høiere aandelige Ting, som vi modtager ved Fornuftsandsen, begribes eller forstaas, strengt taget, enten slet ikke eller kun meget ufuldstændigt ..., og Tro er derfor saa langt fra at være enten overflødig eller at staa i en fjendlig Modsætning til Fornuften, at den just kommer Fornuften til Hjælp, supplerer det Manglende, fuldstændiggjør Antagelsen af og Overbevisningen om det høiere Aandelige, som først præsenterede sig for Fornuftsandsen og umiddelbart opfattedes eller modtoges af den, og som siden omfattedes af Fornuftens Søster og Allierede, Troen, hvorved Gjenstandens Antagelse blev fast og urokkelig“

„… denn die höheren geistigen Dinge, die wir durch den Vernunftsinn empfangen, können streng genommen entweder überhaupt nicht oder nur sehr unvollständig begriffen oder verstanden werden …, und der Glaube ist daher weit davon entfernt, entweder überflüssig zu sein oder in einem feindlichen Gegensatz zur Vernunft zu stehen; vielmehr kommt er der Vernunft zur Hilfe, ergänzt das Fehlende und vervollständigt die Annahme und die Überzeugung vom höheren Geistigen, das sich zuerst für den Vernunftsinn präsentierte und unmittelbar von ihm aufgefasst oder empfangen wurde, und das schließlich von der Schwester und Alliierten der Vernunft, dem Glauben, aufgefasst wurde, wodurch die Annahme des Gegenstandes [sc. eines höheren Geistigen] fest und unverrückbar wurde.“

### Magnús Eiríkssons Verhältnis zu Søren Kierkegaard
Magnús Eiríksson sah in Kierkegaard vor allem einen Verbündeten in der ihnen beiden gemeinsamen Opposition gegen Martensens spekulative Theologie. An Kierkegaards theologischer Anschauung jedoch, allen voran am Verständnis des (christlichen) Glaubens als „in Kraft des Absurden“, übte Magnús Eiríksson sehr deutliche Kritik, da er darin eine unannehmbare Überspitzung des Tertullian zugeschriebenen Diktums credo quia absurdum [est] (Ich glaube, weil es widersinnig [ist]) sah. Wird „das Absurde“ nämlich auf diese Weise „zum Grundprinzip und zur Kraft des Glaubens“ gemacht,

„saa gar man etableret et aldeles falsk Troesprincip, der ikke blot maa føre til den mest tøilesløse Overtro, idet man saa i Regelen skal troe Alt som er Absurd, og netop fordi det er Absurd og i Kraft deraf, men man har tillige derved i Grunden aldeles ophævet det sande Troesbegreb, for i dets Sted at stille et falsk“

„dann hat man ein völlig falsches Glaubensprinzip etabliert, das nicht nur zum meist zügellosen Aberglauben führen muss, da man dann in der Regel alles glauben soll, das absurd ist, und gerade weil es absurd ist und in Kraft davon, sondern man hat zugleich dadurch im Grunde den wahren Glaubensbegriff völlig aufgehoben, um an seine Stelle einen falschen zu stellen.“

Sowohl die Verbundenheit mit Kierkegaard in der Opposition gegen Martensen als auch die davon unbeeindruckte Abgrenzung gegenüber Kierkegaards Glaubensverständnis wird besonders deutlich an einer Stelle im Vorwort von Magnús Eiríkssons Schrift Dr. Martensens trykte moralske Paragrapher (1846) (Dr. Martensens gedruckte moralische Paragraphen):

„Thi uagtet han er gaaet videre end jeg i sin Opposition mod Kirkelæren, det Overleverede, det saakaldte Objective, og uagtet vore Begreber om Troen ere høist forskjellige … saa ere vi dog i det væsentlige aabenbart einige om Beskaffenheden af den speculative, specielt martensenske Theologie, til hvilken han tydeligt sigter paa flere Steder. Jeg kan da ogsaa glæde Hr. Martensen ved at underrette ham om, at denne Bog [sc. Postscript] har skaffet ham af med en Deel Tilhængere, navnlig blandt Cadidaterne og de modnere Studenter, som han neppe mere vil være i Stand at omvende, hvilket jeg selv har hørt af nogle af Vedkommendes egen Mund.“

„Denn obwohl er [sc. Kierkegaard] in seiner Opposition gegen die Kirchenlehre weiter gegangen ist als ich, gegen das Überlieferte, das sogenannte Objektive, und obwohl unsere Begriffe vom Glauben höchst verschieden sind … so sind wir doch offenbar im wesentlichen einig über die Beschaffenheit der spekulativen, insbesondere Martensenschen Theologie, auf welche er an mehreren Stellen deutlich abzielt. Ich kann denn Herrn Martensen auch durch die Mitteilung erfreuen, dass dieses Buch [sc. Kierkegaards Abschließende Unwissenschaftliche Nachschrift (1846)] ihn von einem Teil seiner Anhänger befreit hat, besonders unter den Kandidaten und reiferen Studenten, die zu bekehren er kaum mehr imstande sein wird, was ich selbst aus dem Munde einiger der Betreffenden gehört habe.“

In Kierkegaards (unveröffentlicht gebliebenen) Reaktionen auf Magnús Eiríkssons Kritik finden sich wichtige und bemerkenswerte Aussagen einerseits zum Verständnis „des Absurden“, andererseits zur Bedeutung der seinen Pseudonymen zukommenden Perspektivität, da sie sich bei ihrer Rede vom (christlichen) Glauben als „in Kraft des Absurden“ oder als „das Paradox“ außerhalb des Glaubensvollzugs befänden. Für den Glaubenden selbst erscheine der Gegenstand seines Glaubens aber keineswegs absurd: „Indem der Glaubende glaubt, ist das Absurde nicht das Absurde – der Glaube verwandelt es; aber in jedem schwachen Augenblick ist es ihm wieder mehr oder weniger das Absurde.“ Gerade die Auseinandersetzung Kierkegaards mit Magnús Eiríksson erweist sich daher für eine Interpretation von Kierkegaards Glaubensverständnis als ausgesprochen wichtig, da Kierkegaard sich durch Magnús' Kritik „zu einer Präzisierung und auch Modifikation seiner früheren Aussagen veranlasst sah.“

### Magnús Eiríksson als Unitarier?
Die bei Magnús Eiríksson zeit seines Lebens zum Ausdruck gekommene kritische Haltung gegenüber den kirchlich-dogmatischen Lehren von der Trinität Gottes und der Göttlichkeit Jesu Christi hat sich in seinem Spätwerk nicht nur zu einer radikalen Ablehnung dieser Lehren und der kirchlichen Dogmatik überhaupt verdichtet. Auch die Bibel selbst, vor allem das Johannesevangelium und die paulinischen Briefe, wird nun Gegenstand von Magnús Eiríkssons Kritik, da er sie von der Vorstellung einer Vergöttlichung des Menschen (und sei es eben des Menschen Jesus von Nazareth), dieser „Schlangentheologie“, reinigen wollte. Dies wird vor allem an Magnús letztem größeren Werk Jøder og Christne (1873) (Juden und Christen) deutlich, in dem er sowohl die kirchlich-dogmatische Tradition wie die Bibel selbst hinsichtlich der Entstehung der Lehre von der Göttlichkeit Jesu Christi „historisch-kritisch“ untersuchen wollte. Das Ziel dieser Schrift bestand dabei im Nachweis der „ursprünglichen Übereinstimmung des Christentums mit der jüdischen Religion“, da sich Jesus selbst bloß als „Diener Gottes und Reformator der Juden“, niemals aber als Sohn Gottes oder gar als Gott selbst betrachtet habe. Da auch Jesu Anhänger ihn nur für „den Messias“ gehalten hätten, sei ihr Christentum in Wirklichkeit bloß ein „reformiertes Judentum“ gewesen.
Dass diese radikale Position Magnús Eiríkssons (zumindest) seitens der Bewegung der Unitarier als Unitarismus charakterisiert und er selbst von daher geradezu als „Pionier“ oder geistesgeschichtlicher „Wegbereiter“ des Unitarismus in Dänemark betrachtet wird, ist auch in geschichtlicher Hinsicht insofern zutreffend, als die Bewegung der Unitarier – unter dem Namen Die freie Kirchengemeinschaft (Det fri Kirkesamfund), seit 1992 Unitarische Kirchengemeinschaft (Unitarisk Kirkesamfund) – offiziell erst um 1900 Einzug in Dänemark gehalten hat. Es ist eine Ironie des Schicksals, dass Magnús Eiríkssons (inzwischen aufgelöstes) Grab auf dem Garnisons Kirkegård im Kopenhagener Stadtteil Østerbro nur einen Steinwurf entfernt vom 1927 errichteten Unitarernes Hus lag, dem offiziellen Sitz der Unitarischen Kirchengemeinschaft in Dänemark.

## Werke
Hauptwerke
Eine Übersetzung der Titel der Hauptwerke ins Deutsche findet sich im Literaturverzeichnis des Artikels über Magnús Eiríksson im BBKL, Band 28 (2007).
- Om Baptister og Barnedaab, samt flere Momenter af den kirkelige og speculative Christendom. Kopenhagen 1844.
- Tro, Overtro og Vantro, i deres Forhold til Fornuft og Forstand, samt til hinanden indbyrdes. H.G. Klein, Kopenhagen 1846.
- Dr. Martensens trykte moralske Paragrapher, eller det saakaldte »Grundrids til Moralphilosophiens System af Dr. Hans Martensen«, i dets forvirrede, idealistisk-metaphysiske og phantastisk-speculative, Religion og Christendom undergravende, fatalistiske, pantheistiske og selvforguderiske Væsen. H.G. Klein, Kopenhagen 1846.
- Nokkrar athugasemdir um dóm þann, er herra „J. S.“ hefir lagt á „sjö“ föstuprédikanir. Samdar af Ólafi Indriðasyni, presti til Kolfreyjustaðar, ritaðar af O. Indriðasyni, með inngángsorðum, fáeinum skíringargreinum og stuttum viðbætir af Magnúsi Eiríkssyni. Kopenhagen 1847.
- Speculativ Rettroenhed, fremstillet efter Dr. Martensens »christelige Dogmatik« og geistlig Retfærdighed, belyst ved en Biskops Deeltagelse i en Generalfiskal-Sag. Kopenhagen 1849.
- [unter dem Pseudonym Theophilus Nicolaus] Er Troen et Paradox og »i Kraft af det Absurde«? : et Spørgsmaal foranlediget ved »Frygt og Bæven, af Johannes de silentio«, besvaret ved Hjelp af en Troes-Ridders fortrolige Meddelelser, til fælles Opbyggelse for Jøder, Christne og Muhamedanere, af bemeldte Troes-Ridders Broder. Chr. Steen & Søn, Kopenhagen 1850.
- Den nydanske Theologies Cardinaldyder belyste ved Hjelp af Dr. Martensens Skrifter samt Modskrifterne, tilligemed 75 theologiske Spørgsmaal, rettede til Dr. H. Martensen. Steen, Kopenhagen 1850.
- [unter dem Pseudonym Theodor Immanuel] Breve til Clara Raphael. Reitzel, Kopenhagen 1851.
- [unter dem Pseudonym Adam Homo] Epistel eller Sendebrev til den Herre »Intrepidus« (?) angaaende H. M. Kongens Ægteskab og Reise i Jydernes Land. Kopenhagen 1852.
- [unter dem Pseudonym Lars Maagensen] En liden epistel til hvidtölsbrygger Hans Mikkelsen, i Kallundborg, indeholdende en chemisk undersøgelse af hans »hvidtøl«. Kopenhagen 1852.
- Hvem har Ret: Grundtvigianerne eller deres Modstandere? og Hvad har Christus befalet om Daaben? Nogle orienterende Bemærkninger. Kopenhagen 1863.
- Er Johannes-Evangeliet et apostolisk og ægte Evangelium og er dets Lære om Guds Menneskevorden en sand og christelig Lære? En religiøs-dogmatisk, historisk-kritisk Undersøgelse. Kopenhagen 1863.
- Jóhannesar guðspjall og Lærdómur kirkjunnar um guð, nokkrar athugasemdir til yfirvegunar Þeim Íslendíngum, sem ekki vilja svívirða og lasta guð með trú sinni. Kopenhagen 1865.
- Svar uppá „Hálfyrði“ „Prestsins“ í „Þjóðólfi“. Akureyri 1865.
- Gud og Reformatoren. En religiøs Idee. Samt nogle Bemærkninger om de kirkelige Tilstande, Dr. S. Kierkegaard og Forfatteren. Schubothe, Kopenhagen 1866.
- Nokkrar athugasemdir um Sannanir „katólsku prestanna í Reykjavík“ fyrir guðdómi Jesú Krists. Kopenhagen 1868.
- Om Bønnens Virkning og dens Forhold til Guds Uforanderlighed : Nogle Oplysninger og Bemærkninger, nærmest byggede paa aandelig Erfaring og et umiddelbart Gudsforhold. Kopenhagen 1870.
- Kunne vi elske Næsten som os selv? Nogle tildeels nye Tanker om Kjærligheden samt flere derhen hørende Skriftsteder. Kopenhagen 1870.
- Paulus og Christus eller Pauli Lære om Retfærdiggjørelsen sammenlignet med Christi Lære om Syndsforladelsen tilligemed nogle Bemærkninger om andre paulinske Lærdomme. Kopenhagen 1871.
- Jøder og Christne eller Hvorledes blev Jesus af Nazareth betragtet i den ældste Kirke og hvorledes blev han senere betragtet? En populær, historisk-kritisk Undersøgelse, tilegnet de Sandhedskjærlige. Kopenhagen 1873.
- Herr A. Pedrin og Christendommen. Nogle Oplysninger om hans Skrift: »Vor Herres og Frelsers Jesu Christi nye Testament og Magnus Eirikssons reformeerte Jødedom«. Kopenhagen 1874.

Artikel in Zeitungen und Zeitschriften (Auswahl)
- Nogle Ord om Nutidens kirkelige Tilstande og religiøse Bevægelser. In: Kjøbenhavnsposten. (1845), Nr. 222–223, 226, 232–234.
- Nogle Bemærkninger til Orientering i de nærværende kirkelige Tilstande. In: Den Nordiske Folkeskole. (1849), Nr. 5, 8, 22, 47.
- Endnu et Indlæg i Sagen: Dr. S. Kierkegaard contra Biskop Martensen m. Fl. In: Avertissements-Tidende. (1855), Nr. 82–86, 89, 91–93.
- Min Forfattervirksomhed. In: Flyvende Blade for Literatur, Kunst og Samfundsspørgsmaal. 3 Bände. hg. v. Vilhelm Møller, Kopenhagen 1875–1876, Band 3, Nr. 11–13.